# Колледж, Джеймс Джозеф
Джеймс Джозеф Колледж (англ. James Joseph Colledge; 1908, Чатем, Великобритания — 26 апреля 1997) — английский специалист по истории флота, автор книги «Ships of the Royal Navy», вобравшей в себя перечень всех кораблей Королевского флота с XV в.